# Eilífur örn Atlason
Eilífur örn Atlason foi um explorador víquingue e colonizador norueguês que estabeleceu um assentamento algures em Skagafjörður, provavelmente em Laxardal na Islândia, no entanto prevalecem dúvidas sobre outras zonas, quiçá Gönguskörð, Reykjaströnd e Mánaþúfu, um nome que desapareceu com o tempo e que não tem sido possível identificar com nenhum veículo atual. É mencionado na saga Ljósvetninga.

## Herança
Num primeiro relacionamento com Þórlaug Sæmundsdóttir (n. 900), teve dois filhos Atli Eilífsson e Sólmundur Eilífsson. No segundo relacionamento com a norueguesa Þorbjörg Hrafnsdóttir (n. 899), teve três filhos, Þjóðólfur (n. 926), Eysteinn Eilífsson, e Koðran Eilífsson.